# Laurel, Mississippi
Laurel är en stad (city) och en av två administrativa huvudorter i Jones County i Mississippi. Den andra huvudorten är Ellisville. Vid folkräkningen år 2010 bodde 18 540 personer på orten.